# ATP Challenger Turin-4
Das ATP Challenger Turin-4 (offizieller Name: Torino Challenger) war 2022 einmalig stattfindendes Tennisturnier in Turin, Italien. Es war Teil der ATP Challenger Tour und wurde in der Halle auf Hartplatz ausgetragen.

## Liste der Sieger

### Einzel
| Jahr | Sieger       | Finalgegner   | Ergebnis   |
| ---- | ------------ | ------------- | ---------- |
| 2022 | Mats Moraing | Quentin Halys | 7:611, 6:3 |

### Doppel
| Jahr | Sieger                       | Finalgegner             | Ergebnis         |
| ---- | ---------------------------- | ----------------------- | ---------------- |
| 2022 | Ruben Bemelmans Daniel Masur | Sander Arends David Pel | 3:6, 6:3, [10:8] |